# Гнилка (притока Каратулі)
Гнилка, Гадка(рос.) — річка в Україні, у Бориспільському районі Київської області. Права притока Каратулі (басейн Дніпра).

## Опис
Довжина річки 13 км., похил річки — 0,54 м/км. Площа басейну 197 км². Річка каналізована.

## Розташування
Бере початок на південному сході від Виповзки. Тече переважно на північний захід і у Великій Каратулі впадає у річку Каратуль, ліву притоку Трубежа.
Біля витоку річки проходить автомобільна дорога Т 1031